# Karta telefoniczna

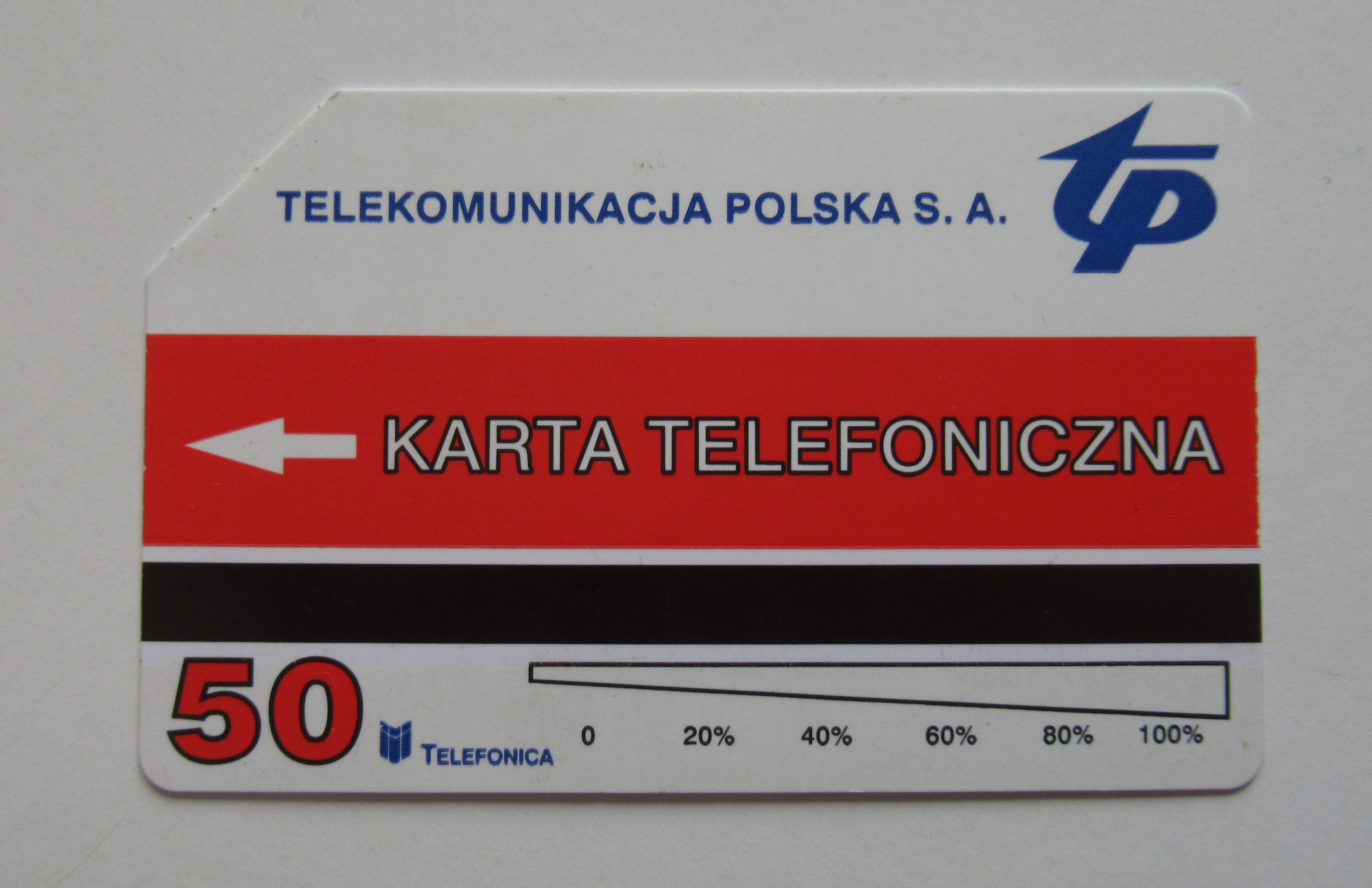
Karta telefoniczna Telekomunikacji Polskiej SA z paskiem magnetycznym z lat 90. XX w.

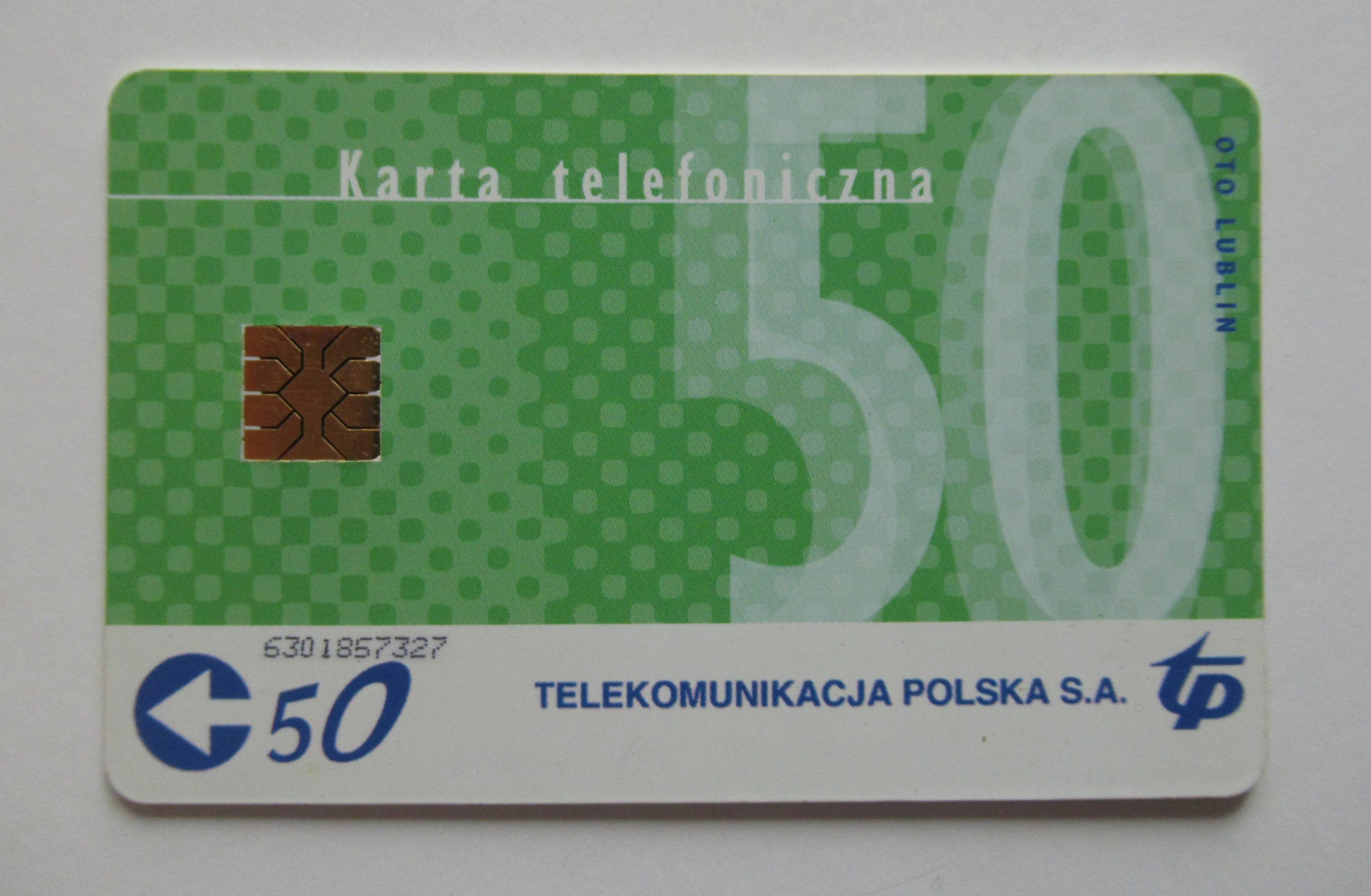
Chipowa karta telefoniczna Telekomunikacji Polskiej SA z lat dwutysięcznych

Karta telefoniczna – karta będąca nośnikiem danych typu pre-paid z zakodowaną informacją o liczbie impulsów, umożliwiająca prowadzenie rozmów telefonicznych za pomocą automatu telefonicznego.
Karta telefoniczna jest wielkości karty kredytowej wykonanej w formie prostokątnego plastiku o wymiarach 85,60 × 53,98 mm z umieszczonym na niej jednym układem scalonym lub paskiem magnetycznym.
Podział kart telefonicznych:
- magnetyczne
- chipowe
- optyczne

Aby przeprowadzić rozmowę telefoniczną z automatu należy podnieść słuchawkę, wsunąć kartę chipową do czytnika i wybrać numer abonenta. Rozmowa trwa dopóki wystarczy środków na karcie.
W Polsce w użyciu są karty Orange i Netii. Karty telefoniczne są także przedmiotem kolekcjonerstwa.

## Historia
W 1995 produkcję kart magnetycznych rozpoczęła polska firma Telefonika, a karty z układem elektronicznym (chipowe) używane są od 1998.
W 1999 Netia jako pierwszy operator w Polsce wprowadziła na rynek automaty telefoniczne jednocześnie na kartę telefoniczną oraz na monety.